# Алкилирующие антинеопластические препараты

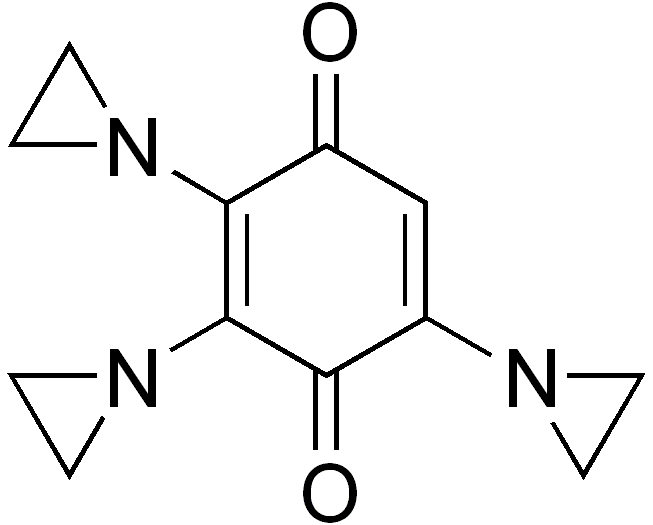
химическая структура триазиквона

Алкилирующие антинеопластические препараты — это химиотерапевтические противоопухолевые цитостатические лекарственные препараты, чей механизм действия основан на присоединении алкильной группы к ДНК и, как следствие, нарушении структуры ДНК и невозможности для злокачественной клетки поделиться, осуществить митоз. Это, в свою очередь, запускает в повреждённой клетке механизм апоптоза.
Алкильная группа при этом присоединяется к гуаниновому нуклеотидному основанию ДНК, у 7-го атома азота пуринового кольца.
Поскольку злокачественные клетки, в целом, обычно делятся гораздо чаще и быстрее, и с меньшей «коррекцией ошибок», чем нормальные здоровые клетки, то они более чувствительны к различным повреждениям ДНК, таким, как её алкилирование. Поэтому алкилирующие антинеопластические агенты с успехом используются для лечения некоторых видов злокачественных опухолей. Однако алкилирующие агенты также токсичны и для нормальных здоровых клеток (цитотоксичны для них), что приводит к их повреждению и гибели. Особенно чувствительны к повреждающему действию алкилирующих агентов лабильные клетки, то есть клетки тканей, которые и в норме быстро делятся (клетки костного мозга и иммунокомпетентных тканей, клетки слизистой желудочно-кишечного тракта, дыхательных путей, мочевыводящих путей, клетки кожи и её придатков (волосы, ногти), клетки герминативной ткани яичек и яичников. Тем самым, алкилирующие агенты при применении в терапевтических дозах закономерно и неизбежно вызывают алопецию, угнетение костномозгового кроветворения с развитием лейкопении, тромбоцитопении и анемии, угнетение иммунитета (чреватое инфекциями), повреждения кожи (дерматит, изъязвления кожи), мукозит слизистых оболочек (стоматит, глоссит, хейлит, гастрит, эзофагит, дуоденит, колит, проктит, цистит, уретрит). Негативное влияние на гонады может привести к потере фертильности. Негативное влияние на функцию печени может привести к развитию токсического гепатита. Большинство алкилирующих агентов также являются сильными мутагенами, канцерогенами и тератогенами. Лечебная гипертермия значительно усиливает противоопухолевый эффект именно алкилирующих препаратов, так как при высокой температуре активнее протекают все химические реакции, в том числе и реакции алкилирования ДНК.
К такому же эффекту приводит сочетание алкилирующих препаратов с одновременно проводимым ионизирующим облучением, поскольку ионизирующая радиация, вызывая массивное образование в клетках свободных радикалов, не только непосредственно повреждает ДНК сама по себе, но и повышает вероятность алкилирования ДНК вводимым одновременно препаратом данной группы.

## История
До начала использования алкилирующих агентов в химиотерапии злокачественных опухолей, многие из них были уже известны в качестве «горчичного газа» (иприта и его аналогов), использовавшихся в качестве химического оружия кожно-нарывного типа во время Первой Мировой войны. Азотистые аналоги иприта были исторически первыми алкилирующими агентами, использовавшимися в медицине, и первыми примерами современной химиотерапии злокачественных опухолей. Гудман, Гилман и их коллеги в Йельском университете начали изучать азотистые аналоги иприта в 1942 году. И вскоре после обнаружения того факта, что введение этих агентов иногда приводит к значительному уменьшению и даже полному исчезновению экспериментальных злокачественных опухолей у лабораторных мышей, эти химиотерапевтические агенты были впервые протестированы на людях в конце этого же года. Использование «газа HN2» — метил-бис-(β-хлорэтил)-амина гидрохлорида (позже ставшего известным как мехлоретамин, или мустин, мустарген, эмбихин) и «газа HN3» — трис-(β-хлорэтил)-амина гидрохлорида для химиотерапевтического лечения запущенных случаев лимфогранулематоза, лимфомы и лимфосаркомы, лейкозов и других злокачественных опухолей, особенно гематологических у пациентов-добровольцев часто приводило к быстрому уменьшению или даже временному полному исчезновению опухолевых масс. Однако потом с неизбежностью возникали рецидивы, причём уже с устойчивостью к мехлоретамину («газу HN2») и к «газу HN3». Ввиду высокой степени секретности, окружавшей эти разработки, как и всё, связанное с исследованиями в области боевых отравляющих веществ, результаты исследований Гудмана и Гилмана о противоопухолевой активности мехлоретамина и «газа HN3» не были опубликованы вплоть до 1946 года. Эти публикации вызвали взрыв энтузиазма в среде онкологов и резкий рост интереса к прежде не существовавшей области химиотерапевтического лечения злокачественных опухолей человека.
В последующие 25 лет после публикации Гудмана и Гилмана о противоопухолевой активности мехлоретамина («газа HN2») и «газа HN3» были синтезированы десятки новых алкилирующих химиопрепаратов, обладавших заметно меньшей токсичностью (в частности, меньшей гематологической токсичностью, меньшей способностью вызывать выраженную миелосупрессию) и более широким спектром противоопухолевого действия. В частности, многие из вновь синтезированных алкилирующих агентов оказались применимы не только при гемобластозах, но и при различных солидных злокачественных опухолях. К таким удачным разработкам относятся, например, мелфалан и циклофосфамид, сохранившие своё значение и широко применяемые в химиотерапии злокачественных новообразований и по сей день.
Распространённый миф утверждает, что якобы Гудману и Гилману пришло в голову (или было предложено их начальством из Йельского университета) изучить потенциальную пригодность азотистых аналогов иприта в качестве возможных средств для химиотерапии злокачественных новообразований после того, как в 1943 году случился инцидент в Италии, в городе Бари, где выжившие после воздействия «горчичного газа» солдаты и мирные жители длительное время страдали от выраженной лейкопении. Однако на самом деле эксперименты по химиотерапевтическому лечению злокачественных опухолей с помощью азотистых аналогов иприта, сначала на животных, а затем и на добровольцах-людях, начались за год до события в Бари, в 1942 году. Гилман не упоминает об эпизоде в Бари как об имевшем какое-либо значение или оказавшем какое-либо влияние на их с Гудманом научные изыскания по противоопухолевой активности азотистых аналогов иприта, хотя он, несомненно, знал об этом эпизоде. А способность иприта вызывать выраженную лейкопению, миелосупрессию и иммуносупрессию была известна задолго до опытов Гудмана и Гилмана, ещё с 1919 года, со времён окончания Первой Мировой войны.

## Неспецифически действующие алкилирующие агенты
Некоторые алкилирующие противоопухолевые агенты изначально активны в тех условиях, которые имеются в клетках, и не требуют для проявления своего действия какой-либо предварительной внутриклеточной метаболической активации. При этом тот же самый механизм действия, который обуславливает их высокую токсичность, позволяет использовать их в качестве противоопухолевых средств. Эти препараты непосредственно атакуют молекулы ДНК и тормозят или приостанавливают опухолевый рост, вызывая образование парных двойных связей (кросс-линкинг) между гуаниновыми нуклеотидными основаниями, принадлежащими к разным цепочкам, в двухспиральной молекуле ДНК. Это вызывает невозможность «расплетения» (развёртывания, разделения) двухспиральной молекулы ДНК на две отдельные цепочки, что необходимо для процесса деления клетки. Тем самым это вызывает невозможность деления клетки и запускает в ней процесс апоптоза. Эти химиопрепараты действуют неспецифически и повреждают как злокачественные клетки, так и здоровые, особенно те из них, которые в норме быстро делятся (гемопоэтические клетки, иммунокомпетентные клетки, клетки эпителия кожи и придатков, клетки эпителия слизистых оболочек, клетки гонад). 

## Алкилирующие антинеопластические агенты, требующие для своего действия внутриклеточной активации
Некоторые из алкилирующих антинеопластических агентов сами по себе изначально неактивны (представляют собой пролекарства), и для проявления их противоопухолевого действия требуется превращение их в клетках в активные метаболиты.
А поскольку в опухолевых клетках концентрация и активность нужных ферментов, метаболизирующих рассматриваемое неактивное пролекарство в его активную форму, как правило, значительно выше, чем в здоровых тканях (как это имеет место, например, в случае с щелочной фосфатазой при разных видах опухолей и с кислой простатической фосфатазой при раке предстательной железы), то именно на злокачественные клетки, а также на активированные (рекрутированные в процесс размножения, дифференцировки и бласттрансформации) лимфоидные клетки, приходится главный удар алкилирующего цитостатического воздействия, при сравнительно меньшем воздействии на здоровые быстро делящиеся клетки. Это значительно расширяет терапевтический диапазон такого алкилирующего агента, снижает его системную токсичность для здоровых тканей (в частности, гематотоксичность, то есть миелосупрессивную активность, приводящую к развитию лейкопении, тромбоцитопении и анемии) и повышает относительную противоопухолевую и иммуносупрессивную активность такого препарата за счёт повышения его избирательности (селективности) и специфичности по отношению к опухолевым и активированным лимфоидным тканям по сравнению со здоровыми тканями.
Кроме того, это значительно расширяет спектр противоопухолевого действия таких препаратов на разные виды опухолей по сравнению со спектром действия «неспецифических» алкилирующих препаратов типа мехлоретамина и хлорамбуцила, которые эффективны в основном при гемобластозах, а их применению при солидных опухолях препятствует их низкая специфичность и чрезмерно высокая, неприемлемая гематологическая токсичность в дозах, способных угнетать рост солидных опухолей.
Именно таковы по принципу действия (то есть являются пролекарствами и требуют внутриклеточной активации, которая быстрее и активнее всего происходит в опухолевых и активированных лимфоидных клетках) все алкилирующие препараты из группы производных оксазафосфорина (так называемые «фосфорамид мустарды»): циклофосфамид, ифосфамид, мафосфамид и др. Это делает эту группу алкилирующих препаратов весьма эффективными и сравнительно малотоксичными (конечно, относительно мехлоретамина, хлорамбуцила и др. «неспецифических» препаратов) средствами химиотерапевтического лечения для весьма широкого круга злокачественных опухолевых заболеваний, и частыми компонентами современной комбинированной химиотерапии разных видов солидных опухолей (примером может служить режим CAF химиотерапии I линии при раке молочной железы: циклофосфамид, адриамицин, 5-фторурацил).
Кроме того, свойство циклофосфамида проявлять высокую цитостатическую активность в активированной лимфоидной ткани делает его одним из наиболее мощных и высокопотентных иммуносупрессоров.В малых (по сравнению с применяемыми при химиотерапевтическом лечении злокачественных новообразований) дозах циклофосфамид весьма эффективен при лечении системной красной волчанки, пузырчатки, аутоиммунных гемолитических анемий, гломерулонефрита, гранулёматоза Вегенера, рассеянного склероза и других тяжёлых и опасных аутоиммунных заболеваний. Высокие дозы циклофосфамида, однако, вызывают алопецию, панцитопению (анемию, лейкопению и тромбоцитопению), мукозит желудочно-кишечного тракта и геморрагический цистит.

## Алкилирующие антинеопластические агенты, в которых активная алкилирующая группа соединена с тем или иным естественным метаболитом организма
Ряд алкилирующих антинеопластических агентов специально синтезировался таким образом, чтобы активная алкилирующая группа (в большинстве случаев бис-бета-хлорэтиламинная группа) алкилирующего препарата была соединена с тем или иным естественным метаболитом организма, потребность в котором повышена у злокачественных клеток. Таким образом устроены, например, мелфалан (бис-бета-хлорэтиламинное производное аминокислоты фенилаланина) или урамустин (бис-бета-хлорэтиламинное производное нуклеотида урацила), манномустин (бис-бета-хлорэтиламинное производное маннитола). Это повышает захват и усвоение алкилирующего агента опухолевыми клетками по сравнению со здоровыми (грубо говоря, они захватывают мелфалан вместо фенилаланина, урамустин вместо урацила, манномустин вместо маннитола). Так же, как в случае с алкилирующими пролекарствами, требующими внутриклеточной активации для проявления своего алкилирующего действия, этот механизм значительно повышает градиент концентрации активного вещества «опухоль/здоровая ткань», повышает специфичность и избирательность противоопухолевого действия и расширяет спектр воздействия алкилирующего препарата на различные типы опухолей.
Именно благодаря вышеописанному механизму (активному захвату мелфалана вместо фенилаланина путём активного аминокислотного транспорта) мелфалан как противоопухолевый цитостатический агент сохранил своё значение и в наши дни, в то время как неспецифические алкилирующие агенты, такие, как хлорамбуцил, мехлоретамин, в наше время употребляются весьма редко (и всё реже), например мехлоретамин — только для лечения лимфогранулематоза в рамках протокола MOPP.

## Алкилирующие антинеопластические агенты, в которых активная алкилирующая группа соединена с гормонально активным веществом
Некоторые алкилирующие антинеопластические агенты специально синтезировались с таким расчётом, чтобы избирательно алкилировать ДНК клеток, экспрессирующих определённые внутриклеточные гормональные рецепторы. Таковы, как известно, рецепторы стероидных гормонов: эстрогенов, глюкокортикоидов и др. Многие гормоночувствительные или гормонозависимые опухоли имеют повышенную экспрессию рецепторов к стероидным гормонам, являющимся для них факторами роста и пролиферации или, наоборот, угнетающими факторами.
Так, развитие рака предстательной железы ускоряется андрогенами и тормозится эстрогенами, а в ткани РПЖ часто отмечается гиперэкспрессия и тех и других. Развитие злокачественных опухолей лимфоидной ткани (лимфом, лимфосарком, лимфогранулематоза, острого лимфоидного лейкоза) тормозится глюкокортикоидами.
На основании этих знаний были синтезированы и стали успешно применяться такие алкилирующие препараты, как эстрамустин, преднимустин. Благодаря избирательному связыванию с эстрогенными или глюкокортикоидными рецепторами соответственно, экспрессия которых значительно повышена именно в ткани опухоли, эти алкилирующие препараты очень слабо воздействуют на здоровые быстро делящиеся клетки, почти не вызывают иммуносупрессии и миелосупрессии и имеют высокий градиент отношения «опухоль/здоровая ткань». Эстрамустин применяется для химиотерапевтического лечения рака предстательной железы, преднимустин — для химиотерапевтического лечения лимфом, лимфогранулематоза, лимфолейкозов.

## Различие между диалкилирующими и моноалкилирующими химиотерапевтическими агентами, кросс-линкинг и внутрицепочечный бондинг ДНК
Так называемые диалкилирующие агенты могут одновременно вступать в реакцию с двумя разными 7-N-гуаниновыми нуклеотидными остатками атакуемой ими молекулы ДНК. При этом если атакуемые 7-N-гуаниновые основания находятся в разных цепочках двуспиральной ДНК, результатом является кросс-линкинг (формирование кросс-линка, или сшивки) между двумя цепочками ДНК. Это приводит к невозможности развёртывания молекулы ДНК и разделения спирали на две нити, что необходимо для деления клетки. В результате лишенная способности к делению клетка запускает процесс апоптоза и гибнет.
Если два 7-N-гуаниновых остатка, с которыми реагирует молекула алкилирующего агента, находятся в одной и той же нити ДНК, то результат называется «внутрицепочечным бондингом» ДНК. Внутрицепочечный бондинг нарушает пространственную структуру ДНК и препятствует её правильному функционированию (укладке в хромосомах и пр.).
Бусульфан является классическим примером диалкилирующего агента: это диэфир метансульфоната с 1,4-бутандиолом. Метансульфонат элиминируется в процессе гидролиза. Оба конца молекулы 1,4-бутандиола атакуют разные 7-гуаниновые основания у разных нитей ДНК, что приводит к образованию бутиленового кросслинка между двумя разными основаниями в разных цепочках ДНК.
В то же время моноалкилирующие агенты могут реагировать одной молекулой только с одним 7-N атомом только одного гуанинового остатка.
Ни внутрицепочечный бондинг, ни моноалкилирование, в отличие от диалкилирования с образованием кросс-линка, не способны воспрепятствовать развёртыванию двуспиральной ДНК и разделению нитей. Однако и то, и другое препятствует жизненно необходимым для осуществления процесса деления ферментам получить доступ к ДНК. Конечным результатом этого воздействия является торможение или угнетение опухолевого роста и/или стимулирование апоптоза, механизма программируемой клеточной смерти.

## Примеры
В Анатомо-Терапевтически-Химической Классификации алкилирующие противоопухолевые химиопрепараты классифицируются как L01A.

### Классические алкилирующие противоопухолевые препараты
Многие алкилирующие антинеопластические агенты на сегодняшний день известны в качестве так называемых «классических алкилирующих агентов». Эти препараты содержат настоящие алкильные группы и действительно алкилируют ДНК, в прямом смысле этого слова. Эти так называемые «классические» алкилирующие агенты известны более давно и лучше изучены, чем некоторые другие, более новые, неклассические алкилирующие агенты. Примерами «классических» алкилирующих агентов являются такие препараты, как циклофосфамид, мелфалан, хлорамбуцил, и, конечно, родоначальник всей группы классических алкиляторов мехлоретамин.
Классические алкилирующие агенты разрушают или уничтожают злокачественные клетки при помощи алкилирования 7'-азота у гуаниновых оснований обеих цепочек двуспиральной молекулы ДНК и препятствования «расплетанию» и репликации ДНК.
Следующие группы алкилирующих соединений почти всегда причисляют к «классическим» алкилирующим соединениям.
- Производные бис-β-хлорэтиламина[7]
  - Бис-(2-хлорэтил)этиламин, он же «газ HN1», «вещество HN1», «нитроген мустард HN1» и просто «HN1»;
  - Трис-(2-хлорэтил)амин, он же «газ HN3», «вещество HN3», «нитроген мустард HN3» и просто «HN3»;
  - Хлорметин, он же мехлоретамин или мустин, эмбихин, мустарген, «газ HN2», «вещество HN2», «нитроген мустард HN2», и просто «HN2»;
  - Урамустин или урацил мустард;
  - Мелфалан;
  - Хлорамбуцил;
  - Бендамустин;
  - Проспидин;
  - Спиробромин;
  - Манномустин;
  - Преднимустин;
  - Эстрамустин;
  - Новэмбихин;
  - Пафенцил;
  - Лофенал;
  - Циклофосфамид;
  - Ифосфамид;
  - Мафосфамид;
  - Трофосфамид;
  - Перфосфамид;
  - Гидроксициклофосфамид;
  - Алдофосфамид;
  - Глюфосфамид;
- Оксазафосфорины:
  - Циклофосфамид;
  - Ифосфамид;
  - Мафосфамид;
  - Трофосфамид;
  - Перфосфамид;
  - Гидроксициклофосфамид;
  - Алдофосфамид;
  - Глюфосфамид;
- Производные нитрозомочевины:
  - Кармустин;
  - Ломустин;
  - Ранимустин;
  - Нимустин;
  - Фотемустин;
  - Семустин;
  - Нитрозометилмочевина;
  - Араноза;
  - Стрептозоцин;
- Алкилсульфонаты:
  - Бусульфан;
  - Треосульфан;
- Производные этиленимина:
  - Тиотепа;
  - Фторбензотепа;
- Производные этилендиамина:
  - Дипин;
  - Тиодипин

Тиотепа и её аналоги обычно считаются «классическими» алкилирующими агентами, однако могут также причисляться и к «неклассическим».

### Химиотерапевтические агенты, действие которых подобно действию алкилирующих агентов, но не имеющие алкильной группы
Препараты платины действуют сходным образом. Эти химиотерапевтические агенты не обладают реакционноспособными алкильными группами, но тем не менее повреждают ДНК сходным с алкилирующими агентами образом. Они перманентно координационно соединяются с ДНК, что нарушает способность ДНК к самовоспроизведению (репликации). Поэтому препараты на основе платины нередко также причисляют к алкилирующим препаратам или к «алкилоподобным» препаратам.
- Препараты платины[7]
  - Цисплатин, исторически первый из клинически применяемых препаратов платины. Цисплатин особенно эффективен в отношении злокачественных опухолей яичка; после его внедрения в клиническую практику 5-летняя безрецидивная выживаемость при злокачественных опухолях яичка повысилась с 10 % до 85 %[9]
  - Липоплатин, улучшённая липосомальная версия цисплатина.
  - Карбоплатин, противоопухолевый препарат на основе платины второго поколения.
  - Оксалиплатин, противоопухолевый препарат на основе платины третьего поколения.
  - Платин;
  - Циклоплатам;
  - Сатраплатин;
  - Пикоплатин;
  - Недаплатин;
  - Триплатин.

Препараты платины также связываются с 7-м атомом азота у гуанина.

### Неклассические алкилирующие агенты
Некоторые алкилирующие агенты иногда называют «неклассическими». Не существует чёткого и универсального консенсуса относительно того, какие именно алкилирующие агенты следует считать «неклассическими». Однако, в целом, подкатегория «неклассических» алкилирующих агентов обычно включает в себя:
- Прокарбазин[10]
- Алтретамин[11]
- Некоторые источники в явном виде исключают триазины, триазены и тетразины (дакарбазин, митозоломид, темозоломид) из категории «неклассических» алкилирующих агентов.[12] Однако другие источники перечисляют дакарбазин среди «неклассических» алкилирующих агентов,[13], а некоторые другие источники в число «неклассических» алкилирующих агентов включают и темозоломид.[14]
- Препараты платины также иногда описываются не как «алкилоподобные», а как «неклассические алкилирующие агенты».[15]

## Ограничения
Алкилирующие антинеопластические агенты имеют определённые ограничения в эффективности. В частности, их эффективность ограничена в связи с наличием и активностью в опухолевых клетках специфического фермента, способного чинить повреждения ДНК, вызываемые алкилированием — O-6-метилгуанин-ДНК метилтрансферазы (МГМТ). Кросс-линкинг двухцепочечной ДНК при помощи алкилирующих агентов ограничивается или исключается благодаря активности этого фермента (МГМТ). Если промотор гена, кодирующего МГМТ, в злокачественной клетке метилирован, то злокачественная клетка больше не может производить МГМТ, и поэтому более чувствительна к алкилирующему цитостатическому воздействию. Метилирование промотера МГМТ при глиомах — хороший предиктор потенциальной эффективности или неэффективности алкилирующих агентов в конкретном случае.